# Iolanta

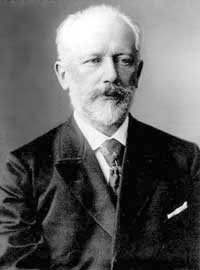
Pjotr Iljitsj Tsjaikovski, de componist

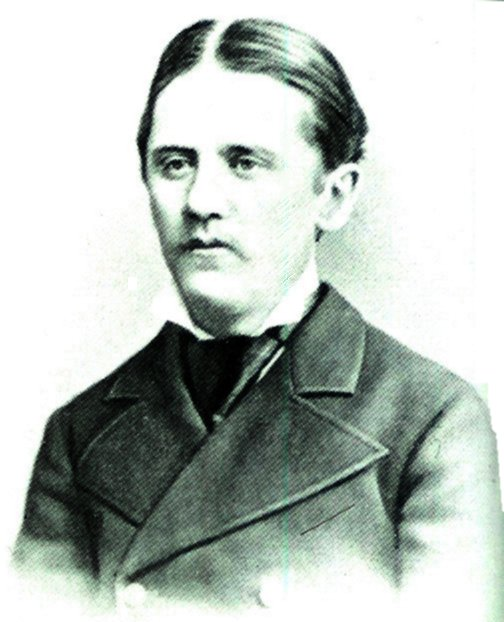
Modest Iljitsj Tsjaikovski, de librettist

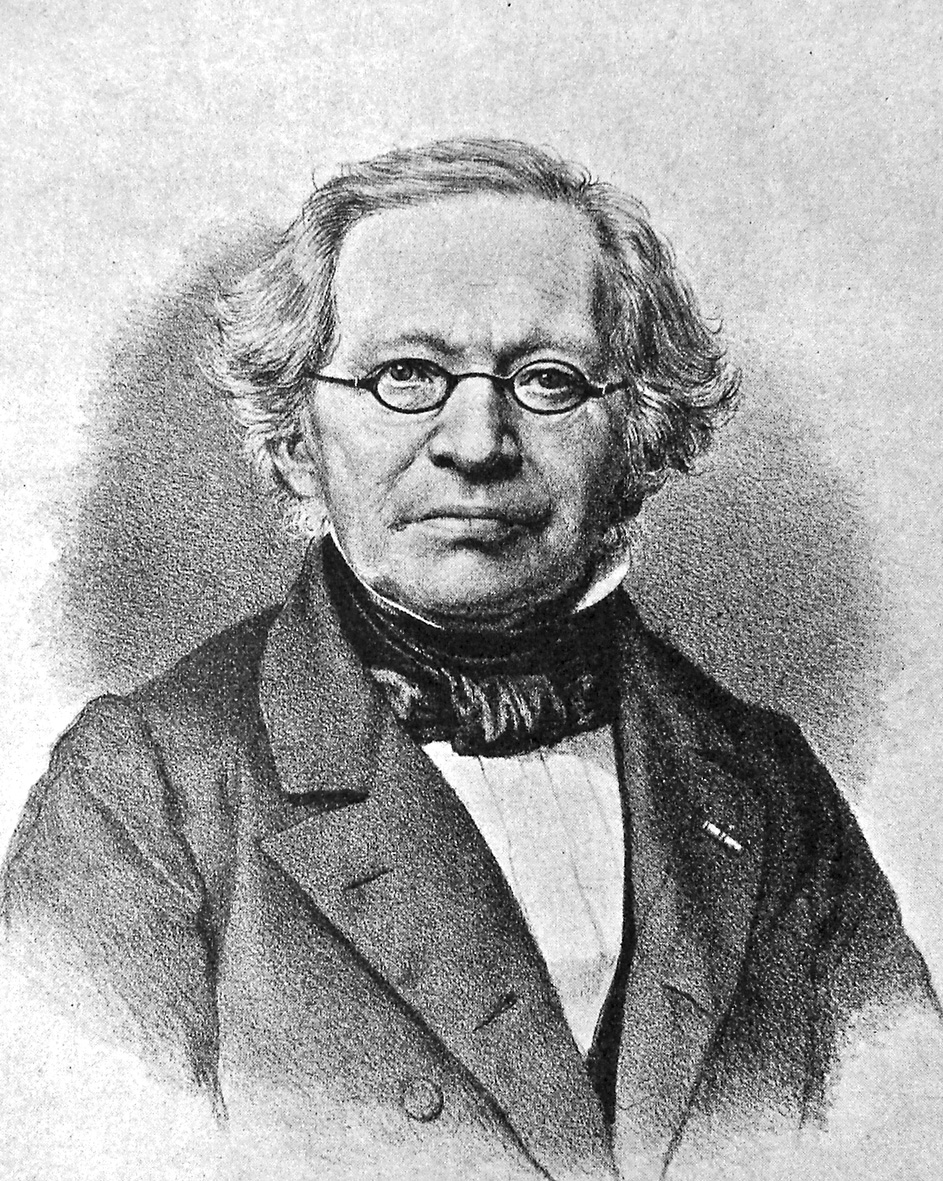
Henrik Hertz, de toneelschrijver

Iolanta (Russisch: Иоланта) is een opera in één bedrijf van Pjotr Iljitsj Tsjaikovski. Het libretto is van Modest Tsjaikovski, een broer van de componist, naar het drama Kong Renés Datter (De dochter van koning René) van de Deense toneelschrijver Henrik Hertz. Het is een romantisering van het leven van Yolande van Lotharingen (1428-1483), hoewel er geen bewijs is dat zij blind was, zoals het toneel- en operapersonage. De première van Tsjaikovski's opera vond plaats op 18 december 1892 in het Mariinskitheater te Sint-Petersburg onder leiding van Eduard Nápravník. Enkele weken later, op 3 januari 1893, dirigeerde Gustav Mahler in de Hamburgische Staatsoper de eerste opvoering buiten Rusland.

## Personages
- Koning René (1409-1480), een historische figuur, koning van Provence van 1434 tot 1480, bas
- Robert, hertog van Bourgondië, bariton
- Graaf Vaudemont, een Bourgondische ridder, tenor
- Ebn-Jahia, een Moorse hofarts van koning René, bariton
- Almerich, een wapenknecht van koning René, tenor
- Bertram, een cipier van het koninklijk kasteel, bas
- Iolanta, de blinde dochter van koning René, sopraan
- Martha, Iolanta's kinderjuffrouw, vrouw van Bertram, alt
- Brigitte en Laura, twee vriendinnen van Iolanta, mezzosopranen
- Hofdames en vriendinnen van Iolanta, het gevolg van de koning, krijgslieden, wapenknechten van hertog Robert, het koor

## Synopsis
Plaats: Provence (Frankrijk)
Tijd: 15e eeuw
De blinde prinses Iolanta leeft in een door haar vader van de buitenwereld afgescheiden tuin, verborgen voor de mensen. Op bevel van haar vader houdt haar omgeving haar blindheid voor haar geheim, om haar niet ongelukkig te maken. Het meisje geniet van de natuur, van de geur van de bloemen, het gezang van de vogels en zij luistert met veel genoegen naar de liederen van haar kinderjuf en haar vriendinnen. Ze mist niets.
Koning René vraagt zijn vermaarde Moorse hofarts Ebn-Jahia of er geen middel bestaat om Iolanta te genezen. De arts adviseert Iolanta eerst in te lichten over haar blindheid, zodat ze zelf ook de genezing zou wensen. De koning aarzelt de raad van de arts op te volgen.
Hertog Robert en ridder Vaudemont verdwalen toevallig tijdens een jachtpartij en klimmen nieuwsgierig over de muur van de omheinde tuin. Zo ontmoeten zij Iolanta. Vaudemont wordt onmiddellijk verliefd op haar. Terwijl Robert op zoek gaat naar zijn gevolg, leren Iolanta en Vaudemont elkaar beter kennen. Zij gaan van elkaar houden. Als Vaudemont haar vraagt een rode roos voor hem te plukken, geeft Iolanta hem tot tweemaal toe een witte roos. Zo merkt de jonge ridder dat zijn geliefde blind is. Hij probeert haar het wezen van licht en kleur uit te leggen.
De koning ontdekt wat er gebeurd is en wordt zeer boos. Hij dreigt de ridder zelfs met de dood. Slechts Iolanta's genezing kan hem nog redden. Omdat het leven van haar geliefde op het spel staat, wenst Iolanta dat ze zou kunnen zien. Ze vraagt de arts haar te behandelen en de behandeling slaagt.
Vaudemont vraagt dan koning René om de hand van zijn dochter. Er is echter een probleem. De koning heeft al eerder zijn dochter ten huwelijk beloofd aan de hertog van Bourgondië. Als deze terugkeert in het kasteel brengt hij de reddende boodschap: hij houdt al van een ander meisje. Niets staat nu nog het geluk van Vaudemont en Iolanta in de weg.

## Interpretatie
Iolanta is Tsjaikovski's laatste opera, die voor het eerst werd opgevoerd elf maanden voor zijn plotselinge en tot op heden niet geheel opgehelderde en veel besproken dood. Als commentatoren het sombere, vermoeide gezicht van Tsjaikovski op de laatste foto's bekeken, zochten zij naar tekenen van afscheid in dit mooie, weinig opgevoerde werk. Daartegen pleit dat Iolanta nog lang niet Tsjaikovski's laatste werk was (dat was de Symphonie Pathétique) en dat het onmiddellijk werd gevolgd door het beroemde sprookjesballet De Notenkraker, dat als "double bill" tegelijk met Iolanta in première ging.
Het zeer succesvolle toneelstuk van Henrik Hertz, dat in allerlei vertalingen in veel landen is opgevoerd, kenden de broers Tsjaikovski door de Russische adaptatie van Vladimir Zotov. Bij de veranderingen die hij in de tekst aanbracht verdwenen goeddeels alle toverachtige elementen, waarschijnlijk om de geloofwaardigheid van de intrige te versterken. Zo is de arts Ebn-Jahia bij Hertz een soort magiër, maar heeft hij bij Zotov en de Tsjaikovski's veel meer van een wetenschapper. Wel gehandhaafd is het dromerige karakter dat de blinde, eenzame Iolanta tot een zeer geliefd toneelpersonage had gemaakt.
In muzikaal opzicht behoort Iolanta tot de toppen van Tsjaikovski's werk. Bijna een kwart van de opera wordt in beslag genomen door het grote liefdesduet en het werk bevat een aantal beroemde aria's. Er is echter vaak kritiek geleverd op het gebrek aan dramatiek, de fragmentarische structuur, de zwakke karakterontwikkeling en het literair soms onbeholpen libretto. Het onderwerp lijkt meer op een parabel dan op een operahandeling.
Het wonderlijke verhaal van Iolanta verraadt een poëtisch-filosofische instelling. Het kan op verschillende wijzen worden geïnterpreteerd, al valt moeilijk te zeggen wat Tsjaikovski zo aansprak in Hertz' gegeven. Commentatoren hebben zich afgevraagd in welke mate hij zich met zijn heldin heeft geïdentificeerd en in hoeverre hij zich verwant voelde met het geïsoleerd levende meisje. Is Iolanta de allegorie van de kunstenaar in het algemeen, levend in zijn eigen goed beschermde droomwereld ver van de realiteit? Of is zij een vrouwelijke pendant van Tsjaikovski, die zich vanwege zijn homofilie van het 'normale' moest afzonderen en zijn levenswijze voor het onbegrip en de intolerantie van de toenmalige maatschappij moest verbergen?
Iolanta kan ook worden geïnterpreteerd vanuit de positie van de tegenspeler, zowel de koning als de arts. De koning vertegenwoordigt dan een autoritair-monarchistisch principe: hij beslist of zijn dochter al dan niet de waarheid mag horen. Voor de arts daarentegen is de kennis van de waarheid de voorwaarde voor Iolanta's genezing. De autoritaire principes van de koning zouden worden doorgezet indien niet meerdere toevallige gebeurtenissen de arts te hulp waren gekomen. Uiteindelijk beslist het toeval (het noodlot!) en zegeviert de liefde. Een merkwaardige happy ending, misschien een illusie van de ouder wordende componist na zo veel tragische liefdesrelaties van zijn andere operahelden. Aan het slot van deze opera verheft hij Vaudemont en Iolanta dan ook tot de hoogte van een gelukzalige apotheose, door hen, als met een stralenkrans, te omgeven met harpklanken.
De sprookjesthematiek en het gelukkige einde hebben er mogelijk toe geleid dat Ivan Vsevolosjki, de directeur van de Keizerlijke Theaters van Sint-Petersburg, Tsjaikovski's Iolanta met het beroemde ballet De Notenkraker bestemde voor een gezamenlijke feestelijke uitvoering in het Mariinskitheater.